# Fontaine de La Voulte-sur-Rhône
La fontaine de La Voulte-sur-Rhône, dite fontaine Giroud, est une fontaine située à La Voulte-sur-Rhône, en France.

## Localisation
La fontaine est située sur la commune de La Voulte-sur-Rhône, dans le département français de l'Ardèche.

## Historique
L'édifice est classé au titre des monuments historiques le 6 décembre 1982.